# Свети Себастиан (картина)
„Свети Себастиан“ (на чешки: Svatý Šebestián) е картина от чешкия художник Бохумил Кубишта от 1912 г.
Картината е нарисувана с маслени бои върху платно и е с размери 98 x 74,5 cm. Тази картина е най-значимата в творчеството на Бохумил Кубишта, представител на чешкия авангард от преди Първата световна война. За разлика от традиционните интерпретации на тема страданието на християнския мъченик и светец Себастиан, Бохумил Кубишта комбинира кубистични форми, експресивност и духовно съдържание. Това голяма постижение на художника може да се тълкува като символично представяне на борбата му срещу липсата на разбиране на творчеството му от изкуствоведите и обществото. Цветовите тонове засилват символичното значение на живота и смъртта. Фокусът е върху лицето на светеца, чийто поглед нагоре показва вътрешната сила и решимост за преодоляване на страданието. Този шедьовър на чешкия кубо-експресионизъм подновява френския кубизъм по уникален начин, чрез акцента върху изразителните и символичните стойности.
Картината е част от фонда на Национална галерия Прага, Чехия.